# Draconarius hanoiensis
Draconarius hanoiensis là một loài nhện trong họ Amaurobiidae.
Loài này thuộc chi Draconarius. Draconarius hanoiensis được Jia-Fu Wang & Peter Jäger mô tả năm 2008.